# گوزن فریادکش ریوز
گوزن فریادکش ریوز (نام علمی: Muntiacus reevesi) گونه از سرده گوزن فریادکش است که بومی جنوب شرق چین و تایوان است. این حیوان توسط انسان به طبیعت هلند، بلژیک، بریتانیا و ایرلند نیز معرفی شده‌است.
گوزن فریادکش ریوز جثه کوچکی دارد که طول آن به ۹۵ سانتیمتر و ارتفاعش به نیم متر می‌رسد و بین ۱۰ تا ۱۸ کیلو وزن دارد. نرها شاخ کوچکی به طول معمولاً ده سانتیمتر دارند.